# В разрежённом воздухе
В разрежённом воздухе (англ. Into Thin Air: A Personal Account of the Mt. Everest Disaster) — бестселлер научной литературы, книга, написанная Джоном Кракауэром в 1997 году.

## Содержание
Подробно описан опыт Кракауэра во время катастрофы на Эвересте в 1996 году, тогда погибло восемь альпинистов. Экспедицию Кракауэра возглавлял гид Роб Холл.

## Переводы на русский язык
Известно два перевода: Е. Полищук и С. Калмыкова (под названием «В разрежённый воздух», так как в оригинальном названии обыгрывается второе значение фразы — «в ничто», «в никуда»).

## Критика
Хотя Кракауэр сразу сделал оговорку, что точную последовательность действий и событий установить невозможно ввиду того, что воздействие высоты и измождение, вызванное физической нагрузкой, а также концентрация на собственных действиях, искажают восприятие реальности, его изложение некоторых аспектов восхождения вызвало критику со стороны как некоторых участников восхождения, так и таких опытных альпинистов, как Гален Роуэлл. Большая часть спорных материалов связана с описанием Кракауэром действий альпиниста и гида команды Скотта Фишера Анатолия Букреева. В частности, он упоминал, как сильно всех удивили лёгкие шиповки Анатолия, которые тот всегда использовал при восхождениях вместо обычных тяжёлых и утеплённых горных ботинок. Также Кракауэр, пытаясь разобраться в причинах трагедии и собирая воедино целый ряд факторов, к ней приведших, размышлял о том, стоило ли Букрееву в день штурма вершины идти наверх без дополнительного кислорода. Как написал в своём «ответе» Джону, книге «Восхождение» сам Букреев, он также задавался этим вопросом и ему даже казалось, что Скотт был куда более уверен в том, что ему надо идти как обычно, без кислорода, чем он сам. Лишь позднее, анализируя ситуацию, он понял, что их команда столкнулась с дефицитом баллонов и невозможностью как их заказать (в том числе из-за непредвиденных финансовых расходов — пришлось оплачивать вертолёт для эвакуации одного из шерпов), так и доставить в верхние лагеря.
Гален Роуэлл раскритиковал рассказ Кракауэра, сославшись на многочисленные несоответствия в его рассказе, заметив, что Кракауэр спал в своей палатке, в то время как Букреев спасал других альпинистов.
Мастер спорта, инструктор по альпинизму Сергей Калмыков выступал за «реабилитацию» Кракауэра. В книге Кракауэра нет никаких нападок на Букреева, версию про «нападки» придумали те, кто самоё книгу не читал. Калмыков отмечает высокий профессионализм Кракауэра и достойные уважения в среде альпинистов и журналистов личные качества. Владимир Шатаев высказал признательность Калмыкову за такую позицию.
Куда более серьёзной критике Джон подверг поведение в ходе экспедиции клиентки Фишера, нью-йоркской фэшн-журналистки Сэнди Хилл-Питтман. После выхода книги из-за создавшегося образа матери — избалованной светской львицы, физически не готовой к восхождению и, в угоду своим прихотям, неумышленно поставившей под угрозу жизни других людей — её ребёнок подвергся буллингу в школе.